# Maya's Moving Castle
Maya's Moving Castle is een Belgische poprockband rond multi-instrumentaliste Ann Sophie Claeys (ook bekend als Maya). De band bestaat verder uit Elias Devoldere, Stijn Vanmarsenille en Nele De Gussem. De bandnaam is een verwijzing naar de animatiefilm Howl's Moving Castle van de Japanse manga-animatiefilm van Hayao Miyazaki.
Maya's Moving Castle haalde in 2010 de finale van Humo's Rock Rally.
Het gelijknamige debuutalbum uit 2012 werd geproduceerd door Stefan Bracke en François De Meyer en kwam uit op Unday Records. De single War scoorde in De Afrekening en werd opgenomen op het verzamelalbum De Afrekening 53.
In 2013 maakte Maya's Moving Castle het nummer "When You Wish Upon The Stars" als soundtrack bij de nieuwe stripreeks Amoras.
In 2015 speelde de band live-muziek bij de dansvoorstelling When The Birds Fly Low, The Wind Will Blow van Helder Seabra. De muziek werd nadien ook op cd uitgebracht, maar was enkel te koop na de voorstellingen. 

## Discografie
- Maya's Moving Castle (2012, Unday Records)[11]